# Diores initialis
Diores initialis är en spindelart som beskrevs av Rudy Jocqué 1990. Diores initialis ingår i släktet Diores och familjen Zodariidae. Inga underarter finns listade i Catalogue of Life.